# 留多加蘭泊線
留多加蘭泊線（るうたからんどまりせん）は、かつて樺太に存在した樺太庁道であり、留多加郡留多加町から真岡郡蘭泊村を結んでいた。

## 概要
- 総延長 82km
- 幅員 全線5.5m

## 経由地
- 留多加郡留多加町 - 真岡郡清水村 - 蘭泊村

## 接続道路
- 留多加郡留多加町
  - 小里小原線
  - 豊原留多加線
  - 大豊遠節線
- 真岡郡清水村
  - 豊原真岡線
- 真岡郡蘭泊村
  - 本斗安別線